# مشت‌زن (فیلم ۲۰۱۰)
مشت‌زن یا مبارز (به انگلیسی: The Fighter) فیلمی در ژانر زندگی‌نامه‌ای و ورزشی به کارگردانی دیوید او. راسل محصول سال ۲۰۱۰ است. مارک والبرگ، کریستین بیل، ایمی آدامز، ملیسا لیو و بیانکا هانتر از بازیگران این فیلم هستند. داستان فیلم در مورد زندگی حرفه‌ای قهرمان بوکس، ایریش میکی وارد و برادر بزرگتر او است. مشت‌زن سومین همکاری مارک والبرگ و راسل می‌باشد.
این فیلم اولین بار به صورت محدود در ۱۰ دسامبر ۲۰۱۰ در آمریکای شمالی به نمایش درآمد. همچنین در ۴ فوریه در پادشاهی متحده به نمایش درآمد.این فیلم اولین فیلم مهم دیوید او راسل محسوب می‌شود که او را نامزد اسکار بهترین کارگردانی و گلدن گلوب بهترین کارگردانی کرد.

## داستان
میکی وارد یک مشت‌زن آمریکایی در  وزن میان‌رده از لاول، ماساچوست است. او با مدیریت مادرش، آلیس وارد، و آموزش‌های برادر ناتنی بزرگ‌ترش، دیکی اکلوند، به یک «پلهٔ ترقی» برای بوکسورهای دیگر تبدیل شده بود تا با شکست دادن او، مسیر پیشرفت خود را هموار کنند. دیکی، که خود زمانی بوکسور موفقی بود و در سال ۱۹۷۸ موفق شده بود تمام راندهای مسابقه را برابر شوگر ری لئونارد دوام بیاورد، حالا به کراک کوکائین معتاد شده‌است. او در حال فیلم‌برداری برای یک مستند از شبکهٔ اچ‌بی‌او است که خودش گمان می‌کند دربارهٔ «بازگشتش به اوج» است.
در شب یکی از مسابقات فرعی در آتلانتیک سیتی، رقیب برنامه‌ریزی‌شدهٔ میکی، «ساول مامبی»، بیمار می‌شود و فردی به‌نام «مایک مانگین» جایگزینش می‌شود. این فرد بیست پوند از میکی سنگین‌تر است که در بوکس حرفه‌ای تفاوتی معادل دو یا سه دستهٔ وزنی محسوب می‌شود. با وجود تردید میکی، مادر و برادرش اصرار می‌کنند مبارزه انجام شود تا همه پول مسابقه را بگیرند و به میکی می‌گویند حریف آماده نیست و از آمادگی افتاده است. اما وقتی به محل مسابقه می‌رسند، می‌فهمند که حریف کاملاً آماده و در اوج است و میکی را به‌سادگی شکست می‌دهد. میکی از دنیای اطراف خود کناره‌ می‌گیرد و رابطه‌ای را با «شارلین فلمینگ» آغاز می‌کند، ورزشکاری دانشگاهی که ترک تحصیل کرده و اکنون متصدی بار است.
پس از چند هفته، آلیس دوباره مبارزه‌ای برای میکی ترتیب می‌دهد، اما میکی نگران است که بازهم مانند دفعهٔ قبل شود. مادر و هفت خواهرش، شارلین را مقصر کاهش انگیزهٔ میکی می‌دانند. میکی اشاره می‌کند که پیشنهادی برای تمرین در لاس وگاس دریافت کرده‌است، اما دیکی می‌گوید که معادل آن پول را جور خواهد کرد تا بتواند همچنان با خانواده کار کند. دیکی سپس تلاش می‌کند با وانمود کردن این‌که دوست‌دخترش یک روسپی است و پس از سوار شدن مشتری، با جعل هویت پلیس پولش را بدزدد. اما پلیس واقعی سر می‌رسد، او را پس از تعقیب و درگیری دستگیر می‌کند. میکی که می‌خواهد مانع ضرب و شتم برادرش شود، توسط یکی از مأموران پلیس به‌شدت مضروب و از ناحیهٔ دست مجروح می‌شود. در جلسهٔ تفهیم اتهام، میکی آزاد می‌شود اما دیکی به زندان می‌افتد. میکی از دیکی قطع امید می‌کند.
در شب پخش مستند شبکهٔ اچ‌بی‌او، خانوادهٔ دیکی و خود او در زندان شوکه می‌شوند وقتی می‌فهمند عنوان مستند، نشئه کراک در آمریکا است و به نابودی زندگی و حرفهٔ دیکی بر اثر اعتیاد به کراک می‌پردازد. دیکی در زندان شروع به تمرین و بازسازی زندگی‌اش می‌کند. پدر میکی، که معتقد است آلیس و ناپسری‌اش دیکی تأثیرات مخربی بر زندگی حرفه‌ای میکی داشته‌اند، او را به بازگشت به بوکس ترغیب می‌کند. اعضای جدید تیم تمرینی میکی و مدیر برنامه‌اش، «سال لانانو»، او را قانع می‌کنند با این شرط که دیگر مادر و برادرش در کار دخالتی نداشته باشند، به رینگ بازگردد. آن‌ها برای بازگرداندن اعتماد به‌نفس میکی، چند مسابقهٔ سطح پایین ترتیب می‌دهند. پس از آن، مبارزه‌ای مهم با بوکسوری شکست‌ناپذیر و در حال صعود به او پیشنهاد می‌شود. در یکی از ملاقات‌های زندان، دیکی به میکی توصیه‌هایی برای مقابله با حریفش می‌دهد، اما میکی فکر می‌کند برادرش همچنان خودمحور است و می‌خواهد بار دیگر خودش را مطرح کند. در طول مسابقه، میکی ابتدا در معرض شکست قرار می‌گیرد، اما توصیه‌های دیکی را به کار می‌گیرد و پیروز می‌شود؛ و عنوان قهرمانی که قرار بود نصیب حریفش شود را به دست می‌آورد.
پس از آزادی دیکی از زندان، او و مادرش برای تماشای تمرین میکی می‌روند. دیکی که گمان می‌برد اوضاع مثل قبل است، آمادهٔ تمرین با برادرش می‌شود، اما میکی به او می‌گوید طبق قراردادش با تیم فعلی، اجازهٔ تمرین با دیکی را ندارد. در مشاجره‌ای که در می‌گیرد، میکی هر دو طرف خانواده‌اش را سرزنش می‌کند و شارلین و مربی‌اش با عصبانیت محل را ترک می‌کنند. میکی و دیکی با هم تمرین می‌کنند تا زمانی که میکی دیکی را به زمین می‌زند. دیکی با عصبانیت می‌رود، انگار که قصد دارد دوباره مواد مصرف کند، و آلیس میکی را ملامت می‌کند، اما وقتی میکی می‌گوید او همیشه دیکی را به او ترجیح داده، در سکوت فرو می‌رود. دیکی به خانهٔ موادبازها برمی‌گردد، با دوستانش خداحافظی می‌کند و به خانهٔ شارلین می‌رود. به او می‌گوید که میکی به هر دوی آن‌ها نیاز دارد و آن‌ها باید با هم همکاری کنند. پس از آشتی دادن همگان، گروه به لندن می‌روند تا در مسابقهٔ قهرمانی جهان در برابر قهرمان ولترویت، شیا نیری، شرکت کنند. میکی باز هم به‌گونه‌ای شگفتی‌ساز پیروز می‌شود و عنوان قهرمانی ولترویت را به دست می‌آورد. فیلم چند سال جلو می‌رود و دیکی اذعان می‌کند که برادرش خالق موفقیت خودش بوده‌است.
در صحنه‌های پایانی، برادران واقعی در حال شوخی و گفت‌وگو نشان داده می‌شوند در حالی که تیتراژ پایان پخش می‌شود.

## جوایز و نامزدی های فیلم
- برنده اسکار بهترین بازیگر نقش مکمل مرد برای کریستین بیل
- برنده اسکار بهترین بازیگر نقش مکمل زن برای ملیسا لئو
- نامزد اسکار بهترین بازیگر نقش مکمل زن برای ایمی آدامز
- نامزد اسکار بهترین فیلم
- نامزد اسکار بهترین کاگردانی
- نامزد اسکار بهترین فیلمنامه اورجینال
- نامزد اسکار بهترین تدوین
- برنده گلدن گلوب بهترین بازیگ نقش مکمل مرد
- برنده گلدن گلوب بهترین بازیگر نقش مکمل زن ملیسا لئو
- نامزد گلدن گلوب بهترین فیلم
- نامزد گلدن گلوب بهترین کارگردانی
- نامزد گلدن گلوب بهترین بازیگر نقش اول مرد
- نامزد گلدن گلوب بهترین بازیگر نقش مکمل زن ایمی آدامز
- نامزد بفتای بهترین بازیگر نقش مکمل مرد
- نامزد بفتای بهترین بازیگر نقش مکمل زن ایمی آدامز
- نامزد بفتای بهترین فیلمنامه اورجینال